# (26266) Andrewmerrill
(26266) Andrewmerrill est un astéroïde de la ceinture principale.

## Description
(26266) Andrewmerrill est un astéroïde de la ceinture principale d'astéroïdes. Il fut découvert le 14 septembre 1998 à Socorro (Nouveau-Mexique) par le projet LINEAR. Il présente une orbite caractérisée par un demi-grand axe de 2,43 UA, une excentricité de 0,08 et une inclinaison de 6,1° par rapport à l'écliptique.

## Compléments